# Pastrano
Il pastrano (da palliàstrum, peggiorativo di pàllium, che vuol dire "pàllio") è un mantello di tessuto grossolano, un tempo indossato dai poveri, ma abbastanza diffuso per indicare anche il cappotto portato da ufficiali e truppa dell’esercito. Era un soprabito ferraiolo, con bottoni, bavero, maniche e pistagna. Con il diminutivo pastranèlla indicava nel passato un tipo di pastrano meno ampio e con più baveri, indossato talvolta da cocchieri e servitori.

## Origine del nome
Il termine pastrano si deve probabilmente ad un Duca di Pastrana, città della provincia di Guadalajara in Spagna.

## Nella cultura di massa
La versione de Il cappotto di Nikolaj Vasil'evič Gogol' tradotta da Enrichetta Carafa d'Andria e pubblicata da UTET nel 1937 si chiamava Il Pastrano.